# San Martín (Cesar)
San Martín es un municipio de Colombia, situado en el departamento de Cesar. Según el censo de 2018, tiene una población de 26 674 habitantes.
Limita al oeste con el departamento de Santander, al este con el de Norte de Santander, al norte con los municipios de Río de Oro y Aguachica y al sur con San Alberto. Fue elevado a la categoría de municipio en 1983.

## División Político-Administrativa
Aparte de su Cabecera municipal. San Martín tiene bajo su jurisdicción los siguientes centros poblados:
- Aguas Blancas
- Cuatro Bocas
- La Banca Torcoroma
- La Curva
- Los Bagres
- Minas
- Los Bagres
- Puerto Oculto
- San José de Las Américas
- Terraplén

## Estructura organizacional municipal
| San Martín   | San Martín  | San Martín                 |
| Departamento | Código DANE | Categoría municipal (2023) |
| ------------ | ----------- | -------------------------- |
| Cesar        | 20770       | Sexta                      |

- Personería: Es un centro del Ministerio Público de Colombia que ejerce, vigila y hace control sobre la gestión de las alcaldías y entes descentralizados; velan por la promoción y protección de los derechos humanos; vigilan el debido proceso, la conservación del medio ambiente, el patrimonio público y la prestación eficiente de los servicios públicos, garantizando a la ciudadanía la defensa de sus derechos e intereses.

- Concejo Municipal: Es la suprema autoridad política del municipio. En materia administrativa sus atribuciones son de carácter normativo. También le corresponde vigilar y hacer control político a la administración municipal. Se regulan por los reglamentos internos de la corporación en el marco de la Constitución Política Colombiana (artículo 313) y las leyes, en especial la Ley 136 de 1994 y la Ley 1551 de 2012.

Constituido por 11 concejales por un periodo de 4 años.
- Alcaldía Municipal: En esta se encuentra la administración distrital y las entidades descentralizadas del municipio.

El alcalde se pronuncia mediante decretos y se desempeña como representante legal, judicial y extrajudicial del municipio. El alcalde municipal es Yan Navarro Pérez (2024-2027).
- JAL.

### Servicios públicos
- Energía Eléctrica: Electrificadora de Santander, (ESSA) del grupo EPM, es la empresa prestadora del servicio de energía eléctrica.
- Gas Natural: Vanti es la empresa distribuidora y comercializadora de gas natural en el municipio.